# KBNA-FM
KBNA-FM (97.5 MHz) es una estación radial estadounidense localizada en El Paso, Texas. Transmite en la frecuencia 97.5 MHz de Frecuencia Modulada, con 100.48 kW de potencia.
La estación pertenece al conglomerado televisivo hispano más grande de los Estados Unidos, Grupo Radio Centro; Y transmite el formato de Ke Buena, y dado a las ventajas que ofrece la HD Radio; Transmite el formato de Puro Tejano en HD2, y retransmite su emisora hermana KAMA-AM en HD3.

## Historia
En los años 1970, KINT-FM se emitió en la frecuencia 97.5 megahertz, tocando canciones de 40 principales y éxitos de discoteca hasta 1982. KINT comenzó en 1590 AM en 1959, añadiendo el 97,5 FM en 1969. El AM fue propiedad de Bob Howsam en los años sesenta. Larry Daniels propiedad de la estación cuando se agregó la FM. Jim Tabor (ex KLIF Dallas DJ) y su padre compraron las estaciones en 1974. Tenían estudios y el transmisor de AM 1590 en unidad de 5300 El Paso. Se trasladó a las oficinas a la puerta de enlace 5959 edificio cerca del centro Bassett y, a continuación, compró un edificio que se convirtió en oficinas y estudios en Trowbridge 5710 (también conocido como centro de Radio).
Tabor cambió las llamadas de AM y formato en 1979 a KKOL "kol" oldies. Vendió el AM a Gary Acker en 1981. Que la estación se convirtió en KELP (otro signo de llamada utilizado en varias estaciones). KINT-FM fue vendida a una nueva empresa llamada Great American broadcasting, Inc., con el (entonces) KELP (AM) 920. Ambas fueron renombradas KYSR, y después de 1985, fue nombrado KBNA.
Luego; Desde 1987, añadió la terminación -FM, Pasando a ser KBNA-FM.
Ahora, las siglas KINT-FM son llevadas en una emisora con la frecuencia 93.9, propiedad de su rival radiofónico y su socio televisivo: Entravision Communications.
Desde 1996, fue perteneciente a Hispanic Broadcasting Corporation, pero Univision compró la empresa en 2003, y pasó a ser parte de Univisión Radio.
En enero de 2009 Univision Radio se asoció con El Paso Media Group para proporcionar un formato hablado matutino de radio en inglés. Las luchas internas entre facciones rivales dio lugar a un cambio de línea de host a principios de abril de 2009 y Univision canceló el formato hablado matutino de radio el 15 de abril de 2009.
En 2016, Univision Radio salió del mercado de medios de El Paso vendiendo sus estaciones a una filial de la emisora de radio mexicana Grupo Radio Centro por $2 millones. GRC asumió las operaciones a través de un acuerdo de comercialización local (LMA) el 8 de noviembre. Rafael Márquez, ciudadano estadounidense, posee el 75 por ciento del licenciatario, bajo el nombre comercial "97.5 Licensee TX, LLC". El resto es propiedad de Grupo Radio Centro TX, LLC, una subsidiaria de la empresa mexicana de medios.

## HD Radio
Dado a las ventajas que ofrece la HD Radio, La señal digital de la estación está multiplexada.
| Frecuencia | Formato       |
| ---------- | ------------- |
| 97.5-HD1   | La Qué Buena! |
| 97.5-HD2   | Puro Tejano   |
| 97.5-HD3   | Radio KAMA    |